# Heliquei
Heliquei ist eine osttimoresische Aldeia im Suco Lour (Verwaltungsamt Bobonaro, Gemeinde Bobonaro). 2015 lebten in der Aldeia 246 Menschen.

## Geographie
Heliquei liegt nördlich der Mitte des Sucos Lour. Nördlich befindet sich die Aldeia Tazgolo und südlich die Aldeia Olo-Olo. Im Westen grenzt Heliquei an den Suco Sibuni, im Nordwesten an den Suco Ai-Assa und im Osten an den zum Verwaltungsamt Zumalai gehörenden Suco Lepo. Die Westgrenze bildet der Fluss Loumea, die Ostgrenze grob sein Nebenfluss, der Bemutin.
Im Zentrum steigt das Land zum Berg Lour (791 m) an. Östlich von ihm verläuft eine Straße durch die Aldeia. An ihr liegt im Süden das Dorf Heliquei, im Norden reicht das Dorf Tazgolo in die Aldeia hinein.

## Politik
2023 wurde Afonso de Jesus zum Chefe de Aldeia gewählt.